# Пантој
Пантој је у грчкој митологији био угледни Тројанац, односно тројански старешина и Аполонов свештеник. 

## Митологија
Као његов родитељ наводи се Отрис, а са Фронтидом је имао синове Полидаманта, Еуфорба и Хиперенора. Погинуо је током тројанског рата. Њега су поменули Хомер у „Илијади“ и Вергилије у „Енејиди“. Према каснијем предању, Пантој је био из Делфа. Када је Пријам ступио на престо, послао је изасланике у Делфе. Међу њима је био Антенор или његов син. Он се заљубио у лепог Пантоја, те га присилио да пође са њим у Троју. Да би га обештетио, Пријам га је одгајио и дао му функцију Аполоновог свештеника, коју је имао и у Делфима.